# Lewan Isorija

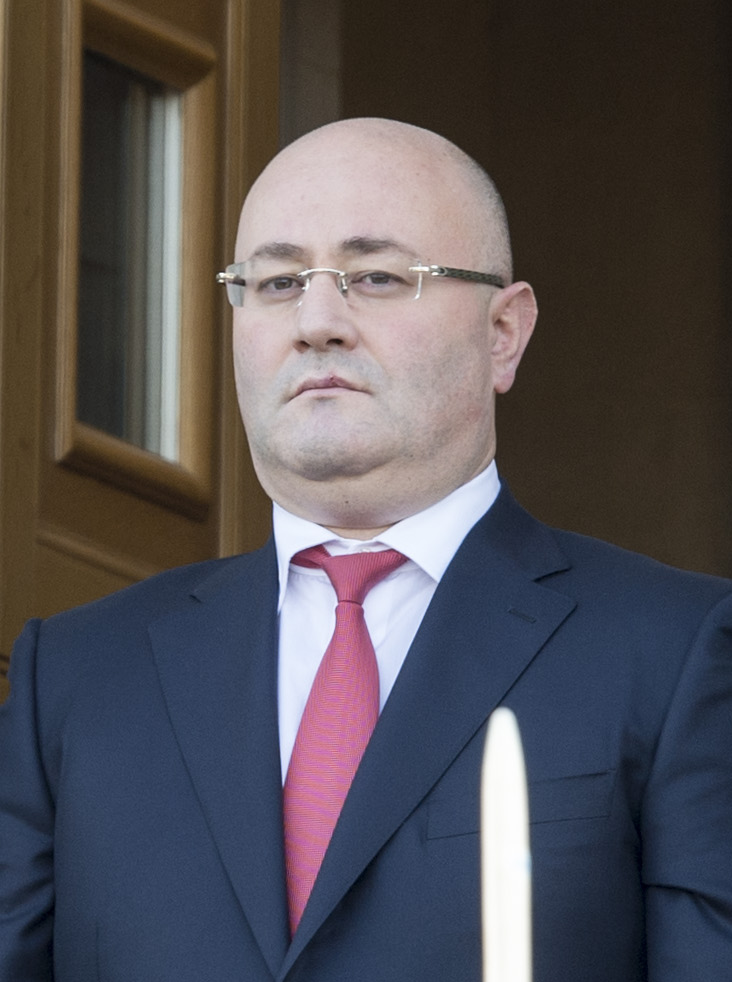
Lewan Isorija

Lewan Isorija (georgisch ლევან იზორია; * 5. Februar 1974 in Tiflis, Georgische SSR, UdSSR) ist ein georgischer Politiker. Von 2020 bis 2025 war er Botschafter Georgiens in der Bundesrepublik Deutschland.

## Leben
Im Jahr 1996 schloss Isorija sein Studium an der Juristischen Fakultät der Staatlichen Iwane-Dschawachischwili-Universität Tiflis mit Auszeichnung ab und erwarb in den Jahren 1998 bis 1999 den Magistergrad an der Juristischen Fakultät der Georg-August-Universität Göttingen in Deutschland, ebenfalls mit Auszeichnung. Dort promovierte er anschließend im Fach Rechtswissenschaften.
Von 2004 bis 2006 war Isorija Rektor der Akademie des georgischen Innenministeriums. Sein Name wurde mit der Reform der georgischen Streifenpolizei in Verbindung gebracht, was zu seinem Ruf als Reformer beitrug.
Ab 2009 war Isorija in der Opposition. 2011 wurde er Mitglied des "Georgischen Traums". Vom Oktober 2012 bis August 2015 bekleidete er die Position des stellvertretenden Innenministers von Georgien und übernahm anschließend für ein Jahr das Amt des Leiters des georgischen Staatssicherheitsdienstes. 
Am 1. August 2016 wurde Isorija zum Verteidigungsminister Georgiens berufen. Im November 2019 erfolgte die Ernennung zum Chef des georgischen Geheimdienstes.
Am 1. März 2020 wurde Isorija zum Botschafter Georgiens in Deutschland ernannt. Ab Januar 2025 hat er die Position des Beraters des georgischen Premierministers Irakli Kobachidse inne.